# كتالم و سادات شهر
كتالم وسادات شهر (بالفارسية: کتالم و سادات‌شهر) هي منطقة سكنية تقع في إيران في قسم. يقدر عدد سكانها بـ 17,900 نسمة .